# Rough Diamonds
Rough Diamonds ist eine belgische Sehserie, die am 21. April 2023 weltweit auf der Streaming-Plattform Netflix veröffentlicht wurde.

## Inhalt
Die jüdisch-orthodoxe Familie Wolfson zählt mit ihrem Unternehmen "Wolfson Diamands" zu den alteingessenen Firmen im Diamantenviertel von Antwerpen. Durch den überraschenden Selbstmord des Geschäftsführers Yanki stehen die Wolfsons plötzlich wirtschaftlich, aber auch familiär vor einer Existenzkrise, die notdürftig durch die Autorität von Patriarch Ezra überspielt wird  Im Mittelpunkt dieser Krise stehen die drei überlebenden Geschwister Eli, Noah und Adina. 
Eli ist zwar willends, den Platz seines Bruders einzunehmen, tut sich jedoch schwer damit. Seiner fähigen Schwester Adina ist aus religiös-traditionellen Gründen eine Leitungsaufgabe verwehrt. Noah, der dritte Bruder, konnte sich mit den strengen Vorschriften des orthodoxen Judentums nicht identifizieren und verließ daher die Familie, um in London neu anzufangen, was ihm auch gelang. Nach 15 Jahren kehrt er zur Beerdigungs des Bruder Yanki erstmals in die Niederlande zurück. Mit sich bringt er seinen Sohn Tommy. Doch ihn erwartet ein frostoger Empfang. Während sich seine Mutter und Schwester über das Wiedersehen freuen, reagiert sein Vater Ezra abweisend gegenüber den Gästen aus England.
Als das Familienoberhaupt stirbt, sieht sich Noah unerwartet in der Rolle desjenigen, auf dessen Schultern die Zukunft seiner Familie liegt. Um die Geschäfte zu retten, lässt er sich dazu hinreißen, auf die illegalen Beziehungen und Geschäftspartner der Großmutter seines Sohnes, Kerra MacCabe, zurückzugreifen. Doch auch seine Geschwister ziehen ihre Fäden.

## Charaktere
Noah Wolfson: Der freiheitsliebende Noah litt in jungen Jahren derart unter den strengen Regeln der orthodoxen jüdischen Gemeinde, dass er als Erwachsener fast vollständig mit dem Glauben brach. Er verließt seine Familie und die Niederlande und ging nach London, wo er sich eine Existenz und (zumindest zeitweise) eine Familie aufbaute. Um seinen Sohn Tommy kümmert er sich fürsorglich. Zu seinem Vater Ezra, der versuchte, sienem Sohn ein Leben vorzuschreiben, hat er ein gespanntes Verhältnis.
Adina Glazer: Adina ist die Schwester von Eli, Noah und Yanki. Adina ist klug, umsichtig, vorausschauend und empathisch. Obwohl sie einiges vom Geschäft versteht, war ihr aus traditionellen Gründen die erste Reihe des Familienunternehmens stets verwehrt. Von ihr wird erwartet, dass sie ihre Rolle als Ehefrau stets in den Vordergrund stellt und die Entscheidungen der männlichen Familienmitglieder akzeptiert. Dennoch spielt sie im Hintergrund eine wesentliche Rolle in der Familie, indem sie beispielsweise (zusammen mit ihrer Mutter) versucht, Noah und Tommy in den Clan zu integrieren.
Eli Wolfson: Eli gibt sich größte Mühe, den perfekten Sohn darzustellen - in geschäftlicher, familiärer und insbesondere religiöser Hinsicht. Da er stets im Schatten seiner Brüder stand, die ihn in jeder (außer religiöser) Hinsicht überflügelten, hofft er nach Yankis Tod endlich auf die Anerkennung seines Vaters. Dass Noah plötzlich wieder auftaucht, passt ihm daher gar nicht. Jedoch muss er mit der Zeit einsehen, dass er sich schwertut und die wirtschaftliche Lage der Familie durch unkluge, eigenmächtige Handlungen noch verschärft hat.
Ezra Wolfson: Ezra, Patriarch des Familienclans und angesehenes Mitglied der Antwerpener orthodoxen jüdischen Gemeinde, leitet die Wolfsons von strikten traditionellen Normen bestimmt. Als solcher verwehrt er Adina als Frau über längere Zeit wichtigere Aufgaben, obwohl sie sich als fähige Unternehmerin erweist. Auch mit seinem "nicht-jüdischen" Enkelkind Tommy (nach orthodoxen Vorstellungen sind nur Kinder jüdischer Mütter selbst Juden) kann er anfangs wenig anfangen. Doch bald wächst der Junge ihm ans Herz.
Tommy McCabe: Noahs Sohn im Grundschulalter, der in London geboren wurde und aufwuchs. Obwohl Tommy in Antwerpen erstmals mit jüdischen Gebräuchen in Berührung kommt, zeigt er sich offen und interessiert an allem. Die distanziert-ablehnende Haltung seiner Vaters versteht er nicht. Durch seine unvoreingenomme, freundliche Art gelingt es ihm, die Herzen seiner niederländischen Verwandten zu erobern.
Gila Wolfson: Yankis Witwe hat einen schwierigen Stand in der jüdischen Gemeinde. Auf der einen Seite wird von ihr erwartet, dass sie sich so schnell wie möglich wiederverheiratet, auf der anderen Seite gilt sie als Frau eines Selbstmörders als vorbelastet und damit schwer vermittelbar. Hinzu kommt ein persönliches Problem: Sie war ursprünglich Noahs Verlobter. Als der sich nach Engalnd absetzte, wurde sie die Frau von dessen Bruder. Noahs Rückkehr bingt ihre Gefühle gehörig durcheinander.
Kerra McCabe: Tommys englische Großmutter liebt ihren Enkel abgöttisch. Das Verhältnis zu dessen Vater Noah ist jedoch anders gestrickt, denn Noah arbeitet für sie - und das nicht nur bei den legalen Zweigen, die die Geschäftsfrau bedient.

## Produktion
Die Serie wurde von Rotem Shamir und Yuval Yefet entwickelt. Die Produktion entstand in Zusammenarbeit zwischen De Mensen, Keshet International und dem belgischen Sender VRT. Die Dreharbbeiten fanden in Antwerpen statt.
Die Serie wurde am 21. April 2023 auf der Streaming-Plattform Netflix veröffentlicht.

## Besetzung und Synchronisation
Die deutschsprachige Synchronisation entstand nach den Dialogbuch von Rebecca Völz sowie unter der Dialogregie von Gundi Eberhard durch die Synchronfirma VSI Synchron GmbH.
| Rolle         | Schauspieler   | Synchronsprecher      |
| ------------- | -------------- | --------------------- |
| Noah Wolfson  | Kevin Janssens | Florian Halm          |
| Adina Glazer  | Ini Massez     | Dina Kürten           |
| Eli Wolfson   | Robbie Cleiren | K.Dieter Klebsch      |
| Sarah Wolfson | Yona Elian     | Katarina Tomaschewsky |
| Gila Wolfson  | Marie Vinck    | Giuliana Jakobeit     |
| Jo Smets      | Els Dottermans | Gundi Eberhard        |
| Tommy McCabe  | Casper Knopf   | Tom Kanty             |
| Ezra Wolfson  | Dudu Fisher    | Jürgen Kluckert       |